# Таш-Аїрська культура
Таш-Аїрська культура — археологічна культура неоліту, поширена в Гірському Криму.

## Основні пам'ятки
Таш-Аїр I (шари 8 — 5-а), Заміль-Коба II (шари 8—5), Кая- Араси, Ат-Баш, Аджи-Коба II, Буран-Кая III (шар 3).
Датується часом від 5000 до 3500 до н. е.

## Крем'яні вироби
Крем'яна індустрія Таш-Аїрської культури є подальшим розвитком мурзак-кобинської культури мезоліту. Техніка розколювання кременю — високорозвинена, пластинчаста, відтискна з одно- або двоплощинних нуклеусів.

## Знаряддя
мікроліти (трапеції та сегменти з крутою та пласкою ретушшю), кінцеві скребачки на пластинках, поодинокі різці та свердла.

## Посуд
Гостродонні слабопрофільовані горщики з прокреслено-накольчастим орнаментом.

## Основні заняття
Таш-аїрське населення полювали на лісових тварин і займалися збиральництвом. Відоме також рибальство. На пізньому етапі, можливо, з'явилося тваринництво.
Господарський річний цикл поділявся на зимовий період у передгір'ях та літній на яйлах (гірських плато).